# Suché
Suché est un village de Slovaquie situé dans la région de Košice.

## Histoire
Première mention écrite du village en 1266.

## Démographie

### Évolution de la population
| Année:               | 1994. | 2004.   | 2014.   | 2024.   |
| -------------------- | ----- | ------- | ------- | ------- |
| Nombre de personnes: | 438   | 427     | 396     | 424     |
| Différence:          |       | -2,51 % | -7,25 % | +7,07 % |

| Année:               | 2023. | 2024.   |
| -------------------- | ----- | ------- |
| Nombre de personnes: | 420   | 424     |
| Différence:          |       | +0,95 % |

## Politique
| Nom              | Parti politique      | Date de l'élection | Fin du mandat |
| ---------------- | -------------------- | ------------------ | ------------- |
| Jarmila Lopatová | Candidat indépendant | 02.12.2006         | Déc. 2010     |